# Kanton Valentigney
Valentigney is een kanton van het Franse departement Doubs. Het kanton maakt deel uit van het arrondissement Montbéliard.

## Gemeenten
Het kanton Valentigney omvatte tot 2014 de volgende 3 gemeenten:
- Mandeure
- Valentigney (hoofdplaats)
- Voujeaucourt

Bij de herindeling van de kantons door het decreet van 25 februari 2014 met uitwerking op 22 maart 2015 werden volgende 12 gemeenten daaraan toegevoegd :
- Bourguignon
- Dambelin
- Écot
- Feule
- Goux-lès-Dambelin
- Mathay
- Neuchâtel-Urtière
- Noirefontaine
- Pont-de-Roide-Vermondans
- Rémondans-Vaivre
- Solemont
- Villars-sous-Dampjoux